# Mistrovství světa juniorů v ledním hokeji
Mistrovství světa juniorů je soutěž juniorských reprezentačních mužstev do 20 let členských zemí IIHF.

## Přehled pořadatelských měst a medailistů

### Neoficiální turnaje
| Rok      | Zlato | Stříbro | Bronz          | Místo konání                               |
| -------- | ----- | ------- | -------------- | ------------------------------------------ |
| MSJ 1974 | SSSR  | Finsko  | Kanada         | Leningrad                                  |
| MSJ 1975 | SSSR  | Kanada  | Švédsko        | Winnipeg, Brandon Minneapolis, Bloomington |
| MSJ 1976 | SSSR  | Kanada  | Československo | Tampere, Turku, Pori, Rauma                |

### Oficiální turnaje
| Rok      | Zlato         | Stříbro        | Bronz                                         | Místo konání |
| -------- | ------------- | -------------- | --------------------------------------------- | --- |
| MSJ 1977 | Sovětský svaz | Kanada         | Československo                                | Banská Bystrica, Zvolen |
| MSJ 1978 | Sovětský svaz | Švédsko        | Kanada                                        | Montréal, Québec, Hull |
| MSJ 1979 | Sovětský svaz | Československo | Švédsko                                       | Karlstad, Karlskoga |
| MSJ 1980 | Sovětský svaz | Finsko         | Švédsko                                       | Helsinky, Vantaa |
| MSJ 1981 | Švédsko       | Finsko         | Sovětský svaz                                 | Füssen, Kaufbeuren, Augsburg, Landsberg am Lech, Kempten, Oberstdorf                                                                                                  |
| MSJ 1982 | Kanada        | Československo | Finsko                                        | New Ulm, Rochester, Duluth, Minneapolis, Grand Rapids, Brainerd, Virginia, Bloomington, International Falls, St. Cloud, Burnsville, Mankato Winnipeg, Kenora, Brandon |
| MSJ 1983 | Sovětský svaz | Československo | Kanada                                        | Leningrad |
| MSJ 1984 | Sovětský svaz | Finsko         | Československo                                | Norrköping, Nyköping |
| MSJ 1985 | Kanada        | Československo | Sovětský svaz                                 | Helsinky, Turku, Vantaa, Espoo |
| MSJ 1986 | Sovětský svaz | Kanada         | USA                                           | Hamilton, London, Orillia, Newmarket, Kitchener, St. Catharines, Oshawa, Guelph, Stratford, Toronto, Dundas, Oakville, Brantford, Halton Hills, Niagara Falls         |
| MSJ 1987 | Finsko        | Československo | Švédsko                                       | Piešťany, Nitra, Trenčín, Topoľčany |
| MSJ 1988 | Kanada        | Sovětský svaz  | Finsko                                        | Moskva |
| MSJ 1989 | Sovětský svaz | Švédsko        | Československo                                | Anchorage |
| MSJ 1990 | Kanada        | Sovětský svaz  | Československo                                | Helsinky, Turku, Kauniainen, Kerava |
| MSJ 1991 | Kanada        | Sovětský svaz  | ČSFR                                          | Humboldt, Kindersley, Moose Jaw, North Battleford, Saskatoon, Prince Albert, Regina, Rosetown, Yorkton                                                                |
| MSJ 1992 | SNS           | Švédsko        | USA                                           | Füssen, Kaufbeuren |
| MSJ 1993 | Kanada        | Švédsko        | Česko a Slovensko (začátek turnaje jako ČSFR) | Bollnäs, Falun, Gävle, Hofors, Hudiksvall, Skutskär, Uppsala |
| MSJ 1994 | Kanada        | Švédsko        | Rusko                                         | Ostrava, Frýdek-Místek |
| MSJ 1995 | Kanada        | Rusko          | Švédsko                                       | Calgary, Camrose, Edmonton, Innisfail, Lacombe, Leduc, Ponoka, Red Deer, Rocky Mountain House, Sherwood Park, Spruce Grove, Stettler, Wetaskiwin                      |
| MSJ 1996 | Kanada        | Švédsko        | Rusko                                         | Amherst, Boston, Chestnut Hill, Marlborough, Springfield, Worcester                                                                                                   |
| MSJ 1997 | Kanada        | USA            | Rusko                                         | Ženeva, Morges |
| MSJ 1998 | Finsko        | Rusko          | Švýcarsko                                     | Helsinky, Hämeenlinna |
| MSJ 1999 | Rusko         | Kanada         | Slovensko                                     | Winnipeg, Brandon, Selkirk, Portage la Prairie, Teulon, Morden |
| MSJ 2000 | Česko         | Rusko          | Kanada                                        | Skellefteå, Umeå |
| MSJ 2001 | Česko         | Finsko         | Kanada                                        | Moskva, Podolsk |
| MSJ 2002 | Rusko         | Kanada         | Finsko                                        | Pardubice, Hradec Králové |
| MSJ 2003 | Rusko         | Kanada         | Finsko                                        | Halifax, Sydney |
| MSJ 2004 | USA           | Kanada         | Finsko                                        | Helsinky, Hämeenlinna |
| MSJ 2005 | Kanada        | Rusko          | Česko                                         | Grand Forks, Thief River Falls |
| MSJ 2006 | Kanada        | Rusko          | Finsko                                        | Vancouver, Kelowna, Kamloops |
| MSJ 2007 | Kanada        | Rusko          | USA                                           | Leksand, Mora |
| MSJ 2008 | Kanada        | Švédsko        | Rusko                                         | Pardubice, Liberec |
| MSJ 2009 | Kanada        | Švédsko        | Rusko                                         | Ottawa |
| MSJ 2010 | USA           | Kanada         | Švédsko                                       | Saskatoon, Regina |
| MSJ 2011 | Rusko         | Kanada         | USA                                           | Buffalo, Lewiston |
| MSJ 2012 | Švédsko       | Rusko          | Kanada                                        | Calgary, Edmonton |
| MSJ 2013 | USA           | Švédsko        | Rusko                                         | Ufa |
| MSJ 2014 | Finsko        | Švédsko        | Rusko                                         | Malmö |
| MSJ 2015 | Kanada        | Rusko          | Slovensko                                     | Toronto, Montreal |
| MSJ 2016 | Finsko        | Rusko          | USA                                           | Helsinky |
| MSJ 2017 | USA           | Kanada         | Rusko                                         | Montreal, Toronto |
| MSJ 2018 | Kanada        | Švédsko        | USA                                           | Buffalo, Orchard Park |
| MSJ 2019 | Finsko        | USA            | Rusko                                         | Vancouver, Victoria |
| MSJ 2020 | Kanada        | Rusko          | Švédsko                                       | Ostrava, Třinec |
| MSJ 2021 | USA           | Kanada         | Finsko                                        | Edmonton |
| MSJ 2022 | Kanada        | Finsko         | Švédsko                                       | Edmonton, Red Deer |
| MSJ 2023 | Kanada        | Česko          | USA                                           | Halifax, Moncton |
| MSJ 2024 | USA           | Švédsko        | Česko                                         | Göteborg |
| MSJ 2025 | USA           | Finsko         | Česko                                         | Ottawa |
| MSJ 2026 |               |                |                                               | Saint Paul, Minneapolis |

## Medailový stav podle zemí (k roku 2025)
| №  | Země                   | Zlato | Stříbro | Bronz | Celkem |
| 1. | Kanada                 | 20    | 10      | 5     | 35     |
| 2. | Rusko / Sovětský svaz  | 13    | 13      | 11    | 37     |
|    | Sovětský svaz          | 9     | 3       | 2     | 14     |
|    | Rusko                  | 4     | 10      | 9     | 23     |
| 3. | USA                    | 7     | 2       | 7     | 16     |
| 4. | Finsko                 | 5     | 6       | 7     | 18     |
| 5. | Švédsko                | 2     | 12      | 7     | 21     |
| 6. | Česko / Československo | 2     | 6       | 9     | 17     |
|    | Česko                  | 2     | 1       | 3     | 6      |
|    | Československo         | 0     | 5       | 6     | 11     |
| 7. | Slovensko              | 0     | 0       | 2     | 2      |
| 8. | Švýcarsko              | 0     | 0       | 1     | 1      |
| ∑  | celkem                 | 49    | 49      | 49    | 147    |

- Do tabulky jsou započítány jen oficiální turnaje.

## Pořadatelství
| Země           | 1        | 2        | 3        | 4        | 5        | 6        | 7         | 8        | 9        | 10       | 11       | 12       | 13       | 14       | 15       | 16       | 17       | 18       |
| -------------- | -------- | -------- | -------- | -------- | -------- | -------- | --------- | -------- | -------- | -------- | -------- | -------- | -------- | -------- | -------- | -------- | -------- | -------- |
| Kanada         | MSJ 1978 | MSJ 1982 | MSJ 1986 | MSJ 1991 | MSJ 1995 | MSJ 1999 | MSJ 2003  | MSJ 2006 | MSJ 2009 | MSJ 2010 | MSJ 2012 | MSJ 2015 | MSJ 2017 | MSJ 2019 | MSJ 2021 | MSJ 2022 | MSJ 2023 | MSJ 2025 |
| Švédsko        | MSJ 1979 | MSJ 1984 | MSJ 1993 | MSJ 2000 | MSJ 2007 | MSJ 2014 | MSJ 2024  |          |          |          |          |          |          |          |          |          |          |          |
| USA            | MSJ 1982 | MSJ 1989 | MSJ 1996 | MSJ 2005 | MSJ 2011 | MSJ 2018 | MSJ 2026* |          |          |          |          |          |          |          |          |          |          |          |
| Finsko         | MSJ 1980 | MSJ 1985 | MSJ 1990 | MSJ 1998 | MSJ 2004 | MSJ 2016 |           |          |          |          |          |          |          |          |          |          |          |          |
| Česko          | MSJ 1994 | MSJ 2002 | MSJ 2008 | MSJ 2020 |          |          |           |          |          |          |          |          |          |          |          |          |          |          |
| Sovětský svaz  | MSJ 1983 | MSJ 1988 |          |          |          |          |           |          |          |          |          |          |          |          |          |          |          |          |
| Československo | MSJ 1977 | MSJ 1987 |          |          |          |          |           |          |          |          |          |          |          |          |          |          |          |          |
| Německo        | MSJ 1981 | MSJ 1992 |          |          |          |          |           |          |          |          |          |          |          |          |          |          |          |          |
| Rusko          | MSJ 2001 | MSJ 2013 |          |          |          |          |           |          |          |          |          |          |          |          |          |          |          |          |
| Švýcarsko      | MSJ 1997 |          |          |          |          |          |           |          |          |          |          |          |          |          |          |          |          |          |

## Historický přehled

### Výkonnostní skupiny
| Země                | Země           | 74 | 75 | 76 | 77 | 78 | 79 | 80 | 81 | 82 | 83 | 84 | 85 | 86 | 87 | 88 | 89 | 90 | 91 | 92 | 93 | 94 | 95 | 96 | 97 | 98 | 99 | 00 | 01 | 02 | 03 | 04 | 05 | 06 | 07 | 08 | 09  | 10 | 11 | 12 | 13 | 14 | 15 | 16 | 17 | 18 | 19 | 20 | 21  | 22 | 23 | 24 | 25 | 26 |
| ------------------- | -------------- | -- | -- | -- | -- | -- | -- | -- | -- | -- | -- | -- | -- | -- | -- | -- | -- | -- | -- | -- | -- | -- | -- | -- | -- | -- | -- | -- | -- | -- | -- | -- | -- | -- | -- | -- | --- | -- | -- | -- | -- | -- | -- | -- | -- | -- | -- | -- | --- | -- | -- | -- | -- | -- |
| Elitní skupina      | Elitní skupina | 6  | 6  | 5  | 8  | 8  | 8  | 8  | 8  | 8  | 8  | 8  | 8  | 8  | 6  | 8  | 8  | 8  | 8  | 8  | 8  | 8  | 8  | 10 | 10 | 10 | 10 | 10 | 10 | 10 | 10 | 10 | 10 | 10 | 10 | 10 | 10  | 10 | 10 | 10 | 10 | 10 | 10 | 10 | 10 | 10 | 10 | 10 | 10  | 10 | 10 | 10 | 10 | 10 |
| Pool B / Divize I   | A              | Ne | Ne | Ne | Ne | Ne | 8  | 8  | 8  | 8  | 8  | 8  | 8  | 8  | 8  | 8  | 8  | 8  | 8  | 8  | 8  | 8  | 8  | 8  | 8  | 8  | 8  | 8  | 8  | 8  | 12 | 12 | 12 | 12 | 12 | 12 | 12  | 12 | 12 | 6  | 6  | 6  | 6  | 6  | 6  | 6  | 6  | 6  | (6) | 5  | 6  | 6  | 6  | 6  |
| Pool B / Divize I   | B              | Ne | Ne | Ne | Ne | Ne | 8  | 8  | 8  | 8  | 8  | 8  | 8  | 8  | 8  | 8  | 8  | 8  | 8  | 8  | 8  | 8  | 8  | 8  | 8  | 8  | 8  | 8  | 8  | 8  | 12 | 12 | 12 | 12 | 12 | 12 | 12  | 12 | 12 | 6  | 6  | 6  | 6  | 6  | 6  | 6  | 6  | 6  | (6) | 6  | 6  | 6  | 6  | 6  |
| Pool C / Divize II  | A              | Ne | Ne | Ne | Ne | Ne | Ne | Ne | Ne | Ne | 4  | 7  | 5  | 6  | 6  | 8  | 5  | 7  | 8  | 8  | 8  | 8  | 8  | 8  | 8  | 8  | 8  | 8  | 8  | 8  | 12 | 12 | 12 | 12 | 12 | 12 | 12  | 12 | 12 | 6  | 6  | 6  | 6  | 6  | 6  | 6  | 6  | 6  | (6) | 6  | 6  | 6  | 6  | 6  |
| Pool C / Divize II  | B,Q            | Ne | Ne | Ne | Ne | Ne | Ne | Ne | Ne | Ne | 4  | 7  | 5  | 6  | 6  | 8  | 5  | 7  | 8  | 8  | 8  | 5  | 6  | 8  | 8  | 8  | 8  | 8  | 8  | 8  | 12 | 12 | 12 | 12 | 12 | 12 | 12  | 12 | 12 | 6  | 6  | 6  | 6  | 6  | 6  | 6  | 6  | 6  | (6) | 5  | 6  | 6  | 6  | 6  |
| Pool D / Divize III | A              | Ne | Ne | Ne | Ne | Ne | Ne | Ne | Ne | Ne | Ne | Ne | Ne | Ne | Ne | Ne | Ne | Ne | Ne | Ne | Ne | Ne | Ne | 6  | 8  | 8  | 8  | 9  | 8  | 8  | 5  | 6  | 6  | 5  | 6  | 7  | (5) | 7  | 7  | 5  | 5  | 6  | 5  | 7  | 8  | 6  | 8  | 8  | (6) | 8  | 8  | 6  | 6  | 6  |
| Pool D / Divize III | B,Q            | Ne | Ne | Ne | Ne | Ne | Ne | Ne | Ne | Ne | Ne | Ne | Ne | Ne | Ne | Ne | Ne | Ne | Ne | Ne | Ne | Ne | Ne | 6  | 8  | 8  | 8  | 9  | 3  | 8  | 5  | 6  | 6  | 5  | 6  | 7  | (5) | 7  | 7  | 5  | 5  | 6  | 5  | 7  | 8  | 2  | 8  | 8  | (6) | 8  | 8  | 3  | 4  | 6  |

### Účast jednotlivých zemí
| Země                    | 74               | 75               | 76               | 77               | 78               | 79               | 80               | 81               | 82               | 83               | 84               | 85               | 86               | 87               | 88               | 89               | 90               | 91               | 92               | 93               | 94               | 95               | 96               | 97               | 98               | 99               | 00               | 01               | 02               | 03               | 04               | 05               | 06               | 07               | 08               | 09               | 10               | 11               | 12               | 13               | 14               | 15               | 16               | 17               | 18               | 19               | 20               | 21               | 22               | 23               | 24               | 25               | 26 |
| ----------------------- | ---------------- | ---------------- | ---------------- | ---------------- | ---------------- | ---------------- | ---------------- | ---------------- | ---------------- | ---------------- | ---------------- | ---------------- | ---------------- | ---------------- | ---------------- | ---------------- | ---------------- | ---------------- | ---------------- | ---------------- | ---------------- | ---------------- | ---------------- | ---------------- | ---------------- | ---------------- | ---------------- | ---------------- | ---------------- | ---------------- | ---------------- | ---------------- | ---------------- | ---------------- | ---------------- | ---------------- | ---------------- | ---------------- | ---------------- | ---------------- | ---------------- | ---------------- | ---------------- | ---------------- | ---------------- | ---------------- | ---------------- | ---------------- | ---------------- | ---------------- | ---------------- | ---------------- | -- |
| USA                     | 6                | 6                | Ne               | 7                | 5                | 6                | 7                | 6                | 6                | 5                | 6                | 6                | Bronzová medaile | 4                | 6                | 5                | 7                | 4                | Bronzová medaile | 4                | 6                | 5                | 5                | Stříbrná medaile | 5                | 8                | 4                | 5                | 5                | 4                | Zlatá medaile    | 4                | 4                | Bronzová medaile | 4                | 5                | Zlatá medaile    | Bronzová medaile | 7                | Zlatá medaile    | 5                | 5                | Bronzová medaile | Zlatá medaile    | Bronzová medaile | Stříbrná medaile | 6                | Zlatá medaile    | 5                | Bronzová medaile | Zlatá medaile    | Zlatá medaile    |    |
| Finsko                  | Stříbrná medaile | 5                | 4                | 4                | 6                | 4                | Stříbrná medaile | Stříbrná medaile | Bronzová medaile | 6                | Stříbrná medaile | 4                | 6                | Zlatá medaile    | Bronzová medaile | 6                | 4                | 5                | 4                | 5                | 4                | 4                | 6                | 5                | Zlatá medaile    | 5                | 7                | Stříbrná medaile | Bronzová medaile | Bronzová medaile | Bronzová medaile | 5                | Bronzová medaile | 6                | 6                | 7                | 5                | 6                | 4                | 7                | Zlatá medaile    | 7                | Zlatá medaile    | 9                | 6                | Zlatá medaile    | 4                | Bronzová medaile | Stříbrná medaile | 5                | 4                | Stříbrná medaile |    |
| Česko                   | 5                | 4                | Bronzová medaile | Bronzová medaile | 4                | Stříbrná medaile | 4                | 4                | Stříbrná medaile | Stříbrná medaile | Bronzová medaile | Stříbrná medaile | 4                | Stříbrná medaile | 4                | Bronzová medaile | Bronzová medaile | Bronzová medaile | 5                | Bronzová medaile | 5                | 6                | 4                | 4                | 4                | 7                | Zlatá medaile    | Zlatá medaile    | 7                | 6                | 4                | Bronzová medaile | 6                | 5                | 5                | 6                | 7                | 7                | 5                | 5                | 6                | 6                | 5                | 6                | 4                | 7                | 7                | 7                | 4                | Stříbrná medaile | Bronzová medaile | Bronzová medaile |    |
| Švédsko                 | 4                | Bronzová medaile | 5                | 5                | Stříbrná medaile | Bronzová medaile | Bronzová medaile | Zlatá medaile    | 5                | 4                | 5                | 5                | 5                | Bronzová medaile | 5                | Stříbrná medaile | 5                | 6                | Stříbrná medaile | Stříbrná medaile | Stříbrná medaile | Bronzová medaile | Stříbrná medaile | 8                | 6                | 4                | 5                | 4                | 6                | 8                | 7                | 6                | 5                | 4                | Stříbrná medaile | Stříbrná medaile | Bronzová medaile | 4                | Zlatá medaile    | Stříbrná medaile | Stříbrná medaile | 4                | 4                | 4                | Stříbrná medaile | 5                | Bronzová medaile | 5                | Bronzová medaile | 4                | Stříbrná medaile | 4                |    |
| Kanada                  | Bronzová medaile | Stříbrná medaile | Stříbrná medaile | Stříbrná medaile | Bronzová medaile | 5                | 5                | 7                | Zlatá medaile    | Bronzová medaile | 4                | Zlatá medaile    | Stříbrná medaile | DQ               | Zlatá medaile    | 4                | Zlatá medaile    | Zlatá medaile    | 6                | Zlatá medaile    | Zlatá medaile    | Zlatá medaile    | Zlatá medaile    | Zlatá medaile    | 8                | Stříbrná medaile | Bronzová medaile | Bronzová medaile | Stříbrná medaile | Stříbrná medaile | Stříbrná medaile | Zlatá medaile    | Zlatá medaile    | Zlatá medaile    | Zlatá medaile    | Zlatá medaile    | Stříbrná medaile | Stříbrná medaile | Bronzová medaile | 4                | 4                | Zlatá medaile    | 6                | Stříbrná medaile | Zlatá medaile    | 6                | Zlatá medaile    | Stříbrná medaile | Zlatá medaile    | Zlatá medaile    | 5                | 5                |    |
| Slovensko               | Československo   | Československo   | Československo   | Československo   | Československo   | Československo   | Československo   | Československo   | Československo   | Československo   | Československo   | Československo   | Československo   | Československo   | Československo   | Československo   | Československo   | Československo   | Československo   | Československo   | 17               | 10               | 7                | 6                | 9                | Bronzová medaile | 9                | 8                | 8                | 5                | 6                | 7                | 8                | 8                | 7                | 4                | 8                | 8                | 6                | 8                | 8                | Bronzová medaile | 7                | 8                | 7                | 8                | 8                | 8                | 9                | 6                | 6                | 6                |    |
| Lotyšsko                | Sovětský svaz    | Sovětský svaz    | Sovětský svaz    | Sovětský svaz    | Sovětský svaz    | Sovětský svaz    | Sovětský svaz    | Sovětský svaz    | Sovětský svaz    | Sovětský svaz    | Sovětský svaz    | Sovětský svaz    | Sovětský svaz    | Sovětský svaz    | Sovětský svaz    | Sovětský svaz    | Sovětský svaz    | Sovětský svaz    | Ne               | 25               | 18               | 17               | 12               | 12               | 14               | 15               | 17               | 18               | 21               | 18               | 17               | 12               | 9                | 13               | 12               | 8                | 9                | 11               | 9                | 10               | 12               | 13               | 11               | 10               | 12               | 14               | 12               | IA               | 7                | 9                | 8                | 7                |    |
| Švýcarsko               | Ne               | Ne               | Ne               | Ne               | 8                | 9                | 8                | 9                | 8                | 9                | 8                | 9                | 7                | 6                | 11               | 10               | 9                | 7                | 8                | 9                | 8                | 9                | 9                | 7                | Bronzová medaile | 9                | 6                | 6                | 4                | 7                | 8                | 8                | 7                | 7                | 9                | 11               | 4                | 5                | 8                | 6                | 7                | 9                | 9                | 7                | 8                | 4                | 5                | 9                | 8                | 7                | 7                | 8                |    |
| Německo                 | Ne               | Ne               | Ne               | 6                | 7                | 7                | 6                | 5                | 7                | 7                | 7                | 7                | 8                | 7                | 7                | 8                | 10               | 9                | 7                | 7                | 7                | 7                | 8                | 9                | 10               | 14               | 12               | 12               | 11               | 9                | 12               | 9                | 11               | 9                | 11               | 9                | 11               | 10               | 11               | 9                | 9                | 10               | 15               | 12               | 13               | 11               | 9                | 6                | 6                | 8                | 9                | 9                |    |
| Dánsko                  | Ne               | Ne               | Ne               | Ne               | Ne               | 12               | 13               | 13               | 12               | 15               | 16               | Ne               | 18               | 16               | 17               | 15               | 12               | 16               | 18               | 18               | 19               | 19               | 21               | 21               | 19               | 13               | 18               | 22               | 20               | 19               | 13               | 15               | 14               | 11               | 10               | 14               | 13               | 12               | 10               | 13               | 11               | 8                | 8                | 5                | 9                | 10               | 15               | IA               | 14               | 15               | 13               | 11               |    |
| Rusko                   | Zlatá medaile    | Zlatá medaile    | Zlatá medaile    | Zlatá medaile    | Zlatá medaile    | Zlatá medaile    | Zlatá medaile    | Bronzová medaile | 4                | Zlatá medaile    | Zlatá medaile    | Bronzová medaile | Zlatá medaile    | DQ               | Stříbrná medaile | Zlatá medaile    | Stříbrná medaile | Stříbrná medaile | Zlatá medaile    | 6                | Bronzová medaile | Stříbrná medaile | Bronzová medaile | Bronzová medaile | Stříbrná medaile | Zlatá medaile    | Stříbrná medaile | 7                | Zlatá medaile    | Zlatá medaile    | 5                | Stříbrná medaile | Stříbrná medaile | Stříbrná medaile | Bronzová medaile | Bronzová medaile | 6                | Zlatá medaile    | Stříbrná medaile | Bronzová medaile | Bronzová medaile | Stříbrná medaile | Stříbrná medaile | Bronzová medaile | 5                | 3                | Stříbrná medaile | 4                | Ne               | Ne               | Ne               | Ne               | Ne |
| Kazachstán              | Sovětský svaz    | Sovětský svaz    | Sovětský svaz    | Sovětský svaz    | Sovětský svaz    | Sovětský svaz    | Sovětský svaz    | Sovětský svaz    | Sovětský svaz    | Sovětský svaz    | Sovětský svaz    | Sovětský svaz    | Sovětský svaz    | Sovětský svaz    | Sovětský svaz    | Sovětský svaz    | Sovětský svaz    | Sovětský svaz    | Sovětský svaz    | 26               | 25               | 25               | 19               | 11               | 7                | 6                | 8                | 10               | 15               | 15               | 19               | 13               | 13               | 12               | 8                | 10               | 17               | 18               | 18               | 18               | 18               | 17               | 13               | 14               | 11               | 9                | 10               | IA               | 13               | 12               | 11               | 10               |    |
| Rakousko                | Ne               | Ne               | Ne               | Ne               | Ne               | 13               | 9                | 8                | 10               | 12               | 11               | 12               | 11               | 10               | 16               | 17               | 14               | 15               | 15               | 12               | 14               | 14               | 18               | 23               | 22               | 22               | 19               | 15               | 12               | 11               | 9                | 16               | 20               | 14               | 13               | 12               | 10               | 15               | 15               | 15               | 14               | 15               | 12               | 15               | 15               | 15               | 11               | 10               | 10               | 10               | 14               | 12               |    |
| Norsko                  | Ne               | Ne               | Ne               | Ne               | Ne               | 8                | 11               | 10               | 9                | 8                | 12               | 13               | 10               | 8                | 9                | 7                | 6                | 8                | 11               | 10               | 10               | 13               | 13               | 14               | 17               | 16               | 14               | 14               | 13               | 16               | 14               | 11               | 10               | 19               | 16               | 16               | 12               | 9                | 13               | 11               | 10               | 12               | 14               | 16               | 17               | 13               | 14               | IA               | 12               | 11               | 10               | 13               |    |
| Slovinsko               | Ne               | Ne               | Ne               | Ne               | Ne               | Ne               | Ne               | 14               | 16               | Ne               | Ne               | Ne               | Ne               | 15               | 14               | 13               | 16               | 19               | 23               | 27               | 27               | 26               | 20               | 20               | 21               | 21               | 20               | 19               | 16               | 14               | 16               | 14               | 15               | 20               | 15               | 18               | 16               | 13               | 14               | 14               | 15               | 16               | 21               | 19               | 19               | 17               | 16               | IB               | 17               | 16               | 17               | 14               |    |
| Francie                 | Ne               | Ne               | Ne               | Ne               | Ne               | 10               | 15               | 16               | 13               | 13               | 14               | 16               | 17               | 11               | 13               | 14               | 13               | 11               | 12               | 13               | 11               | 12               | 17               | 13               | 16               | 17               | 13               | 11               | 10               | 17               | 15               | 18               | 17               | 17               | 19               | 15               | 21               | 24               | 17               | 16               | 19               | 20               | 17               | 13               | 14               | 16               | 18               | IB               | 16               | 13               | 12               | 15               |    |
| Ukrajina                | Sovětský svaz    | Sovětský svaz    | Sovětský svaz    | Sovětský svaz    | Sovětský svaz    | Sovětský svaz    | Sovětský svaz    | Sovětský svaz    | Sovětský svaz    | Sovětský svaz    | Sovětský svaz    | Sovětský svaz    | Sovětský svaz    | Sovětský svaz    | Sovětský svaz    | Sovětský svaz    | Sovětský svaz    | Sovětský svaz    | Sovětský svaz    | 17               | 9                | 8                | 10               | 15               | 12               | 11               | 10               | 13               | 14               | 12               | 10               | 19               | 19               | 15               | 20               | 19               | 18               | 22               | 23               | 20               | 20               | 18               | 20               | 21               | 20               | 21               | 19               | IB               | 19               | 18               | 18               | 17               |    |
| Bělorusko               | Sovětský svaz    | Sovětský svaz    | Sovětský svaz    | Sovětský svaz    | Sovětský svaz    | Sovětský svaz    | Sovětský svaz    | Sovětský svaz    | Sovětský svaz    | Sovětský svaz    | Sovětský svaz    | Sovětský svaz    | Sovětský svaz    | Sovětský svaz    | Sovětský svaz    | Sovětský svaz    | Sovětský svaz    | Sovětský svaz    | Sovětský svaz    | 28               | 26               | 20               | 22               | 19               | 11               | 10               | 11               | 9                | 9                | 10               | 11               | 10               | 12               | 10               | 14               | 13               | 14               | 14               | 12               | 12               | 13               | 11               | 10               | 11               | 10               | 12               | 13               | IA               | 11               | Ne               | Ne               | Ne               | Ne |
| Maďarsko                | Ne               | Ne               | Ne               | Ne               | Ne               | Ne               | 16               | Ne               | Ne               | 19               | 19               | 18               | 21               | Ne               | 22               | Ne               | 23               | 23               | 21               | 19               | 21               | 18               | 14               | 17               | 15               | 18               | 22               | 25               | 24               | 24               | 22               | 23               | 21               | 23               | 17               | 21               | 25               | 25               | 25               | 24               | 23               | 22               | 23               | 17               | 16               | 19               | 17               | IA               | 15               | 14               | 15               | 16               |    |
| Japonsko                | Ne               | Ne               | Ne               | Ne               | Ne               | Ne               | Ne               | Ne               | 11               | 10               | 10               | 11               | 13               | 9                | 12               | 12               | 11               | 12               | 9                | 8                | 15               | 15               | 16               | 16               | 18               | 20               | 23               | 20               | 19               | 13               | 21               | 24               | 22               | 27               | 26               | 24               | 19               | 20               | 22               | 23               | 21               | 21               | 22               | 24               | 23               | 22               | 23               | IB               | 18               | 17               | 16               | 18               |    |
| Itálie                  | Ne               | Ne               | Ne               | Ne               | Ne               | 15               | 14               | 15               | 14               | 16               | 17               | 14               | 15               | 14               | 18               | 18               | 19               | 18               | 17               | 11               | 13               | 16               | 15               | 18               | 20               | 19               | 16               | 17               | 17               | 20               | 18               | 20               | 16               | 21               | 23               | 17               | 15               | 17               | 19               | 19               | 17               | 14               | 16               | 20               | 21               | 20               | 22               | IIA              | 22               | 19               | 19               | 19               |    |
| Estonsko                | Sovětský svaz    | Sovětský svaz    | Sovětský svaz    | Sovětský svaz    | Sovětský svaz    | Sovětský svaz    | Sovětský svaz    | Sovětský svaz    | Sovětský svaz    | Sovětský svaz    | Sovětský svaz    | Sovětský svaz    | Sovětský svaz    | Sovětský svaz    | Sovětský svaz    | Sovětský svaz    | Sovětský svaz    | Sovětský svaz    | Ne               | 29               | 29               | 27               | 28               | 27               | 24               | 23               | 24               | 26               | 27               | 23               | 20               | 22               | 24               | 22               | 24               | 22               | 31               | 31               | 30               | 29               | 26               | 27               | 25               | 26               | 26               | 23               | 21               | IB               | 20               | 21               | 20               | 20               |    |
| Polsko                  | Ne               | Ne               | Ne               | 8                | Ne               | 11               | 10               | 11               | Ne               | 11               | 9                | 8                | 9                | 5                | 8                | 9                | 8                | 10               | 10               | 14               | 12               | 11               | 11               | 10               | 13               | 12               | 15               | 16               | 18               | 21               | 23               | 17               | 18               | 18               | 18               | 20               | 22               | 23               | 20               | 17               | 16               | 19               | 18               | 18               | 18               | 18               | 20               | IB               | 21               | 20               | 21               | 21               |    |
| Litva                   | Sovětský svaz    | Sovětský svaz    | Sovětský svaz    | Sovětský svaz    | Sovětský svaz    | Sovětský svaz    | Sovětský svaz    | Sovětský svaz    | Sovětský svaz    | Sovětský svaz    | Sovětský svaz    | Sovětský svaz    | Sovětský svaz    | Sovětský svaz    | Sovětský svaz    | Sovětský svaz    | Sovětský svaz    | Sovětský svaz    | Ne               | 31               | Ne               | 28               | 30               | 28               | 27               | 24               | 25               | 21               | 26               | 29               | 31               | 34               | 35               | 24               | 21               | 25               | 23               | 21               | 24               | 27               | 24               | 24               | 24               | 23               | 22               | 24               | 25               | IIA              | 26               | 25               | 24               | 23               |    |
| Jižní Korea             | Ne               | Ne               | Ne               | Ne               | Ne               | Ne               | Ne               | Ne               | Ne               | Ne               | Ne               | Ne               | Ne               | Ne               | Ne               | Ne               | 21               | 21               | 22               | 24               | Ne               | Ne               | Ne               | Ne               | Ne               | Ne               | Ne               | Ne               | Ne               | 35               | 25               | 25               | 28               | 30               | 27               | 27               | 29               | 27               | 28               | 30               | 29               | 25               | 28               | 29               | 24               | 28               | 29               | IIA              | 23               | 22               | 23               | 22               |    |
| Rumunsko                | Ne               | Ne               | Ne               | Ne               | Ne               | Ne               | Ne               | Ne               | Ne               | 17               | 15               | 15               | 12               | 12               | 10               | 11               | 15               | 13               | 13               | 15               | 16               | 22               | 24               | 24               | 26               | 29               | 28               | 29               | 30               | 27               | 26               | 26               | 27               | 26               | 31               | 33               | 28               | 29               | 29               | 25               | 27               | 28               | 29               | 25               | 27               | 26               | 26               | IIA              | 27               | 28               | 29               | 24               |    |
| Chorvatsko              | –                | –                | –                | –                | –                | –                | –                | Jugoslávie       | Jugoslávie       | Jugoslávie       | Jugoslávie       | Jugoslávie       | Jugoslávie       | Jugoslávie       | Jugoslávie       | Jugoslávie       | Jugoslávie       | Jugoslávie       | Jugoslávie       | 30               | 28               | 29               | 27               | 25               | 23               | 26               | 27               | 24               | 22               | 22               | 28               | 28               | 26               | 28               | 28               | 23               | 20               | 19               | 21               | 22               | 28               | 29               | 26               | 28               | 31               | 30               | 32               | IIB              | 28               | 23               | 22               | 25               |    |
| Velká Británie          | –                | –                | –                | –                | –                | –                | –                | –                | –                | –                | 22               | 20               | 19               | 17               | 20               | 20               | 22               | 20               | 19               | 21               | 20               | 24               | 23               | 22               | 25               | 25               | 21               | 23               | 23               | 25               | 24               | 21               | 23               | 16               | 22               | 26               | 24               | 16               | 16               | 21               | 22               | 23               | 19               | 22               | 25               | 25               | 24               | IIA              | 24               | 24               | 25               | 26               |    |
| Čína                    | –                | –                | –                | –                | –                | –                | –                | –                | –                | –                | –                | –                | 20               | –                | –                | –                | –                | –                | –                | –                | –                | –                | –                | –                | –                | –                | –                | –                | –                | –                | 36               | 29               | 33               | 35               | 34               | 34               | 32               | 34               | 36               | 35               | 34               | 35               | 34               | 36               | 36               | 35               | 31               | IIB              | WD               | 29               | 26               | 27               |    |
| Nizozemsko              | –                | –                | –                | –                | –                | 14               | 12               | 12               | 15               | 14               | 13               | 10               | 14               | 13               | 15               | 16               | 17               | 14               | 14               | 16               | 22               | 23               | 25               | 26               | 28               | 28               | 29               | 27               | 25               | 26               | 27               | 27               | 25               | 25               | 25               | 28               | 26               | 26               | 27               | 26               | 25               | 26               | 27               | 27               | 28               | 31               | 30               | IIB              | 29               | 27               | 27               | 28               |    |
| Španělsko               | –                | –                | –                | –                | –                | –                | –                | –                | –                | –                | 20               | 21               | –                | 19               | 21               | –                | –                | –                | 20               | 23               | 23               | 21               | 26               | 30               | 30               | 30               | 30               | 28               | 28               | 30               | 29               | 30               | 30               | 29               | 29               | 31               | 27               | 28               | 26               | 28               | 30               | 30               | 30               | 30               | 29               | 27               | 27               | IIA              | 25               | 26               | 28               | 29               |    |
| Izrael                  | –                | –                | –                | –                | –                | –                | –                | –                | –                | –                | –                | –                | –                | –                | –                | –                | –                | –                | –                | –                | –                | –                | –                | 31               | –                | –                | –                | –                | –                | –                | –                | –                | –                | –                | –                | –                | –                | –                | –                | –                | –                | –                | 38               | 39               | 35               | 33               | 34               | DIII             | 36               | 36               | 35               | 30               |    |
| Srbsko                  | –                | –                | –                | –                | –                | –                | –                | Jugoslávie       | Jugoslávie       | Jugoslávie       | Jugoslávie       | Jugoslávie       | Jugoslávie       | Jugoslávie       | Jugoslávie       | Jugoslávie       | Jugoslávie       | Jugoslávie       | Jugoslávie       | –                | –                | 30               | 29               | 29               | 29               | 27               | 26               | 30               | 29               | 28               | 30               | 32               | 29               | 33               | 36               | 32               | 33               | 36               | 31               | 31               | 31               | 33               | 31               | 31               | 30               | 29               | 28               | IIB              | 30               | 31               | 30               | 31               |    |
| Austrálie               | –                | –                | –                | –                | –                | –                | –                | –                | –                | 20               | 23               | –                | –                | 20               | –                | –                | –                | –                | –                | –                | –                | –                | –                | –                | –                | –                | 33               | 34               | –                | 38               | 35               | 31               | 31               | 34               | 38               | DIII             | 35               | 32               | 33               | 32               | 32               | 31               | 33               | 34               | 39               | 36               | 36               | –                | 35               | 35               | 32               | 32               |    |
| Island                  | –                | –                | –                | –                | –                | –                | –                | –                | –                | –                | –                | –                | –                | –                | –                | –                | –                | –                | –                | –                | –                | –                | –                | –                | –                | –                | 35               | 35               | 32               | 31               | 34               | 37               | 36               | 31               | 33               | DIII             | 36               | 33               | 35               | 33               | 33               | 34               | 39               | 37               | 38               | 39               | 35               | IIB              | 32               | 32               | 31               | 33               |    |
| Belgie                  | –                | –                | –                | –                | –                | 16               | –                | –                | –                | –                | 21               | 19               | 22               | –                | 24               | –                | –                | –                | –                | –                | –                | –                | –                | –                | –                | –                | –                | –                | –                | 36               | 32               | 33               | –                | 36               | 30               | 29               | 30               | 30               | 32               | 34               | 35               | 32               | 32               | 32               | 32               | 32               | 33               | IIB              | 31               | 30               | 33               | 34               |    |
| Nový Zéland             | –                | –                | –                | –                | –                | –                | –                | –                | –                | –                | –                | –                | –                | –                | –                | –                | –                | –                | –                | –                | –                | –                | –                | –                | –                | –                | –                | –                | –                | –                | 40               | 36               | 34               | 37               | 35               | WD               | 38               | 39               | 37               | 37               | 36               | 36               | 37               | 38               | 40               | 42               | 40               | –                | –                | 39               | 36               | 35               |    |
| Tchaj-wan               | –                | –                | –                | –                | –                | –                | –                | –                | –                | –                | –                | –                | –                | –                | –                | –                | –                | –                | –                | –                | –                | –                | –                | –                | –                | –                | –                | –                | –                | –                | –                | –                | –                | –                | –                | –                | 39               | 41               | –                | –                | –                | –                | –                | 41               | 42               | 40               | 41               | DIII             | 33               | 33               | 34               | 36               |    |
| Bulharsko               | –                | –                | –                | –                | –                | –                | –                | –                | –                | 18               | 18               | 17               | 16               | 18               | 19               | 21               | 20               | 22               | 24               | 20               | 24               | –                | 31               | 32               | 32               | 33               | 34               | 31               | 34               | 34               | 39               | 40               | 38               | 40               | 41               | DIII             | 41               | 40               | 38               | 36               | 40               | WD               | 36               | 40               | 37               | 38               | 39               | DIII             | WD               | 37               | 37               | 37               |    |
| Turecko                 | –                | –                | –                | –                | –                | –                | –                | –                | –                | –                | –                | –                | –                | –                | –                | –                | –                | –                | –                | –                | –                | –                | –                | –                | 34               | 34               | –                | –                | –                | 37               | 38               | 39               | 37               | 39               | 40               | DIII             | 40               | 38               | 39               | 39               | 38               | 39               | 40               | 35               | 34               | 37               | 37               | DIII             | 37               | 38               | 38               | 38               |    |
| Bosna a Hercegovina     | –                | –                | –                | –                | –                | –                | –                | Jugoslávie       | Jugoslávie       | Jugoslávie       | Jugoslávie       | Jugoslávie       | Jugoslávie       | Jugoslávie       | Jugoslávie       | Jugoslávie       | Jugoslávie       | Jugoslávie       | Jugoslávie       | –                | –                | –                | –                | –                | –                | –                | –                | –                | –                | –                | –                | –                | –                | –                | –                | –                | –                | –                | –                | –                | –                | –                | –                | –                | –                | –                | –                | –                | 38               | 41               | 41               | 39               |    |
| Mexiko                  | –                | –                | –                | –                | –                | –                | –                | –                | –                | –                | –                | –                | –                | –                | –                | –                | –                | –                | –                | –                | –                | –                | –                | 34               | 31               | 31               | 31               | 33               | 33               | 33               | 37               | 35               | 32               | 32               | 32               | 30               | 34               | 35               | 34               | 38               | 37               | 37               | 35               | 33               | 33               | 34               | 38               | DIII             | 34               | 34               | 39               | 40               |    |
| Thajsko                 | –                | –                | –                | –                | –                | –                | –                | –                | –                | –                | –                | –                | –                | –                | –                | –                | –                | –                | –                | –                | –                | –                | –                | –                | –                | –                | –                | –                | –                | –                | –                | –                | –                | –                | –                | –                | –                | –                | –                | –                | –                | –                | –                | –                | –                | –                | –                | –                | –                | –                | –                | 41               |    |
| Kyrgyzstán              | Sovětský svaz    | Sovětský svaz    | Sovětský svaz    | Sovětský svaz    | Sovětský svaz    | Sovětský svaz    | Sovětský svaz    | Sovětský svaz    | Sovětský svaz    | Sovětský svaz    | Sovětský svaz    | Sovětský svaz    | Sovětský svaz    | Sovětský svaz    | Sovětský svaz    | Sovětský svaz    | Sovětský svaz    | Sovětský svaz    | Sovětský svaz    | –                | –                | –                | –                | –                | –                | –                | –                | –                | –                | –                | –                | –                | –                | –                | –                | –                | –                | –                | –                | –                | –                | –                | –                | –                | –                | –                | –                | –                | 39               | 40               | 40               | 42               |    |
| Jižní Afrika            | –                | –                | –                | –                | –                | –                | –                | –                | –                | –                | –                | –                | –                | –                | –                | –                | –                | –                | –                | –                | –                | –                | 32               | 33               | 33               | 32               | 32               | 32               | 31               | 32               | 33               | 38               | –                | –                | 39               | –                | –                | –                | –                | –                | 39               | 38               | 41               | 42               | 41               | 41               | 42               | DIII             | 40               | 42               | 43               | 43               |    |
| Lucembursko             | –                | –                | –                | –                | –                | –                | –                | –                | –                | –                | –                | –                | –                | –                | –                | –                | –                | –                | –                | –                | –                | –                | –                | –                | –                | –                | –                | 36               | –                | 39               | –                | –                | –                | –                | –                | –                | –                | –                | –                | –                | –                | –                | –                | –                | –                | –                | –                | –                | –                | –                | 42               | 44               |    |
| Severní Korea           | –                | –                | –                | –                | –                | –                | –                | –                | –                | –                | –                | –                | –                | –                | 23               | 19               | 18               | 17               | 16               | 22               | WD               | –                | –                | –                | –                | –                | –                | –                | –                | –                | –                | –                | –                | –                | –                | DIII             | 37               | 37               | WD               | –                | –                | –                | –                | –                | –                | –                | –                | –                | –                | –                | –                | –                |    |
| Řecko                   | –                | –                | –                | –                | –                | –                | –                | –                | –                | –                | –                | –                | –                | –                | –                | –                | –                | 24               | DQ               | 32               | –                | –                | –                | –                | –                | –                | –                | –                | –                | –                | –                | –                | –                | –                | –                | –                | –                | –                | –                | –                | –                | –                | –                | –                | –                | –                | –                | –                | –                | –                | –                | –                |    |
| Irsko                   | –                | –                | –                | –                | –                | –                | –                | –                | –                | –                | –                | –                | –                | –                | –                | –                | –                | –                | –                | –                | –                | –                | –                | –                | –                | –                | –                | 37               | –                | –                | –                | –                | –                | –                | –                | –                | –                | –                | –                | –                | –                | –                | –                | –                | –                | –                | –                | –                | –                | –                | –                | –                |    |
| Arménie                 | Sovětský svaz    | Sovětský svaz    | Sovětský svaz    | Sovětský svaz    | Sovětský svaz    | Sovětský svaz    | Sovětský svaz    | Sovětský svaz    | Sovětský svaz    | Sovětský svaz    | Sovětský svaz    | Sovětský svaz    | Sovětský svaz    | Sovětský svaz    | Sovětský svaz    | Sovětský svaz    | Sovětský svaz    | Sovětský svaz    | Sovětský svaz    | –                | –                | –                | –                | –                | –                | –                | –                | –                | –                | –                | –                | –                | 39               | 38               | 37               | –                | –                | –                | –                | –                | –                | –                | –                | –                | –                | –                | –                | –                | –                | –                | –                | –                |    |
| Spojené arabské emiráty | –                | –                | –                | –                | –                | –                | –                | –                | –                | –                | –                | –                | –                | –                | –                | –                | –                | –                | –                | –                | –                | –                | –                | –                | –                | –                | –                | –                | –                | –                | –                | –                | –                | –                | –                | –                | –                | –                | –                | DQ               | –                | –                | –                | –                | –                | –                | –                | –                | –                | –                | –                | –                |    |
| Země                    | 74               | 75               | 76               | 77               | 78               | 79               | 80               | 81               | 82               | 83               | 84               | 85               | 86               | 87               | 88               | 89               | 90               | 91               | 92               | 93               | 94               | 95               | 96               | 97               | 98               | 99               | 00               | 01               | 02               | 03               | 04               | 05               | 06               | 07               | 08               | 09               | 10               | 11               | 12               | 13               | 14               | 15               | 16               | 17               | 18               | 19               | 20               | 21               | 22               | 23               | 24               | 25               |    |
|                         |                  |                  |                  |                  |                  |                  |                  |                  |                  |                  |                  |                  |                  |                  |                  |                  |                  |                  |                  |                  |                  |                  |                  |                  |                  |                  |                  |                  |                  |                  |                  |                  |                  |                  |                  |                  |                  |                  |                  |                  |                  |                  |                  |                  |                  |                  |                  |                  |                  |                  |                  |                  |    |

## Účastníci (včetně 2023)

### Po celou existenci
- Kanada
- Švédsko
- Finsko
- USA

### Po celou existenci, ale s přechodem startu na nástupnickou zemi
- Sovětský svaz (do 1992) /  Rusko (do roku 2022)
- Československo (do 1993) /  Česko

### Ostatní
- 36 účastí
  -  Švýcarsko
- 30 účastí
  -  Německo (do 1990 12× jako Německá spolková republika)
- 28 účastí
  -  Slovensko
- 9 účastí
  -  Norsko
  -  Bělorusko
  -  Kazachstán
- 8 účastí
  -  Lotyšsko
- 7 účastí
  -  Dánsko
- 6 účastí
  -  Polsko
  -  Rakousko
- 4 účasti
  -  Ukrajina
- 1 účast
  -  Japonsko
  -  Francie

## Chronologický vývoj rekordu
Jsou započítány pouze oficiální turnaje.
| Tým                         | Od       | Do       |
| --------------------------- | -------- | -------- |
| Sovětský svaz / SNS / Rusko | MSJ 1977 | MSJ 1996 |
| Kanada                      | MSJ 1997 | MSJ 2001 |
| Rusko                       | MSJ 2002 | MSJ 2006 |
| Kanada                      | MSJ 2007 |          |

## Hráčské rekordy

### Celkové
Počet turnajů:
- 4krát
- Reijo Ruotsalainen (1977, 1978, 1979, 1980)
- Robert Sterflinger (1981, 1982, 1983, 1984)
- Jochen Hecht (1994, 1995, 1996, 1997)
- Michel Riesen (1996, 1997, 1998, 1999)
- Björn Christen (1997, 1998, 1999 a 2000)
- Andrej Kosticyn (2001, 2002, 2003, 2005)
- Konstantin Zacharov (2001, 2002, 2003, 2005)
- Michael Frolík (2005, 2006, 2007, 2008)
- Phil Baltisberger (2012, 2013, 2014, 2015)
- Jonas Røndbjerg (2016, 2017, 2018, 2019)

Počet zlatých medailí: 3,  Jason Botterill (1994, 1995, 1996)
Utkání: 26,  Björn Christen (1997, 1998, 1999, 2000) a  Jochen Hecht (1994, 1995, 1996, 1997)
Góly: 27,  Pavel Bure (1989, 1990, 1991)
Asistence: 32,  Peter Forsberg (1992, 1993)
Body: 42,  Peter Forsberg (1992, 1993)
Trestné minuty: 101,  Alexandr Svitov (2001, 2002)
Góly u obránce: 9,  Reijo Ruotsalainen (1977, 1978, 1979, 1980)
Asistence u obránce: 20,  Ryan Ellis (2009, 2010, 2011)
Body u obránce: 25,  Ryan Ellis (2009, 2010, 2011)
Trestné minuty u obránce: 74,  Teemu Laakso (2005, 2006, 2007)
Vychytaná čistá konta: 4,  Jaroslav Halák (2004, 2005)
Vychytaná vítězství: 14,  Jevgenij Bělošejkin (1984, 1985, 1986)
Odchytaná utkání: 18,  Jevgenij Bělošejkin (1984, 1985, 1986) a  Alan Perry (1984, 1985, 1986)
Odchytané minuty: 1042,  Jevgenij Bělošejkin (1984, 1985, 1986)
Asistence brankářů: 4,  Tomáš Suchánek (2022)
Trestné minuty brankáře: 26,  Bernard Engelbrecht (1977, 1978)

### Za turnaj
Góly: 13,  Markus Näslund (1993)
Asistence: 24,  Peter Forsberg (1993)
Body: 31,  Peter Forsberg (1993)
Trestné minuty: 65,  Petr Čajánek (1995)
Góly u obránce: 7,  Juha Jyrkkiö (1977)
Asistence u obránce: 10,  Peter Andersson (1985)
Body u obránce: 14,  Peter Andersson (1985)
Trestné minuty u obránce: 58,  David Štich (2009)
Vychytaná čistá konta: 3,  Justin Pogge (2006),  Devon Levi a  Spencer Knight (oba 2021)
Vychytaná vítězství: 7,  Tomáš Duba (2001)
Odchytané minuty: 428,  Adam Svoboda (1997) a  Benjamin Conz (2010)
Asistence brankářů: 3,  Tomáš Suchánek (2023)
Trestné minuty brankáře: 22,  Raimonds Ermics (2009)

### V utkání
Body: 10 (3 g+7 a),  Peter Forsberg (1993 proti Japonsku)